# Euphyia planilineata
Euphyia planilineata là một loài bướm đêm trong họ Geometridae.